# Петровки
Петровките (Zeidae) са семейство актиноптери от разред Светипетрови риби (Zeiformes).
Таксонът е описан за пръв път от Константен Самюел Рафинеск през 1815 година.

## Родове
- Parazenopsis
- Zenopsis
- Zeus – Светипетрови риби